# Khán giả trường quay

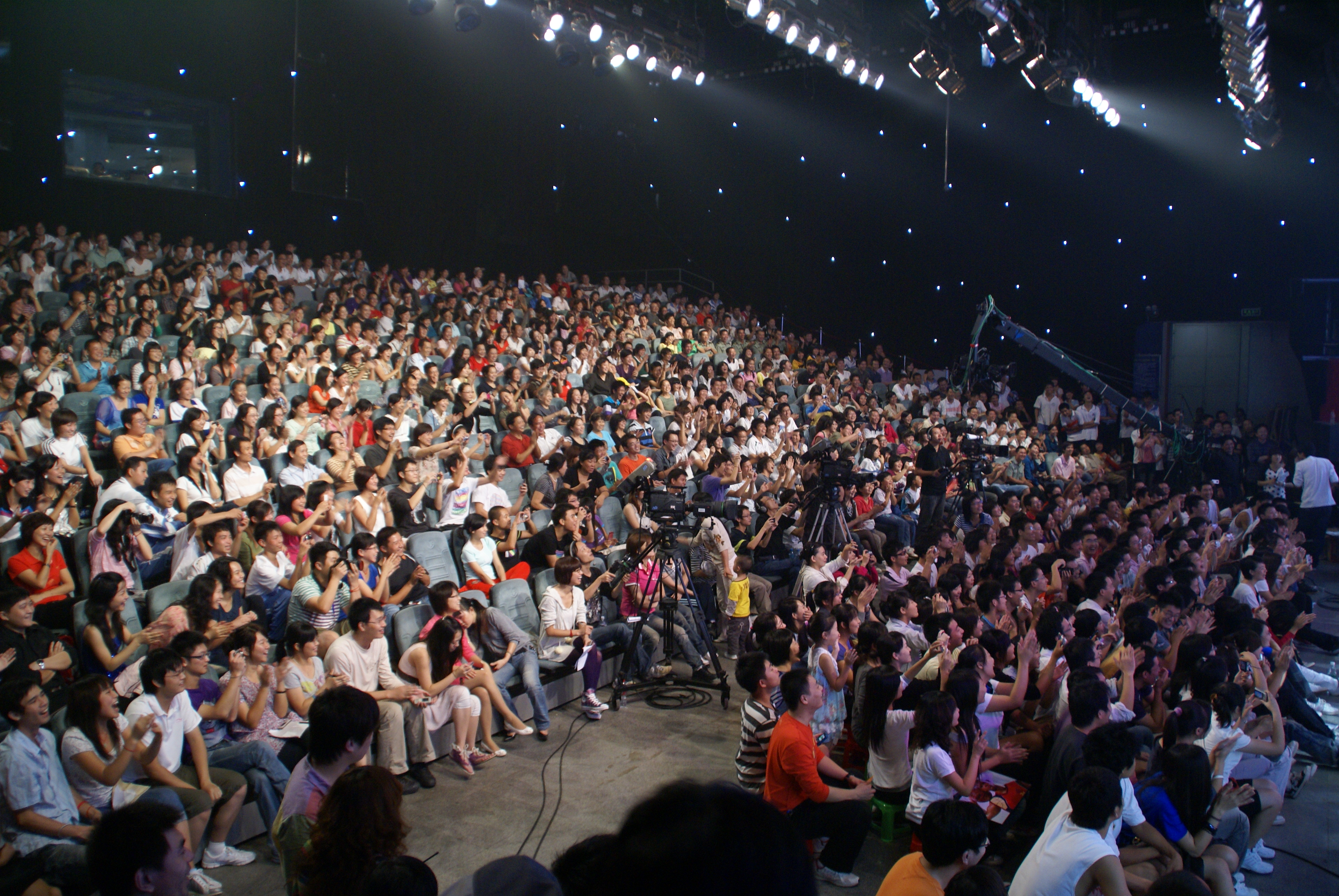
Ví dụ về khán giả trường quay

Khán giả trường quay (tiếng Anh: studio audience) là những khán giả có mặt trong quá trình thu âm ghi hình toàn bộ hoặc một phần của một chương trình truyền hình hoặc phát thanh. Mục đích cơ bản của khán giả trường quay là mang đến tràng pháo tay và/hoặc tiếng cười cho bản thu của chương trình.